# جايمس والكر
جايمس باري والكر (بالإنجليزية: Jimmy Walker)، من مواليد 9 يوليو 1973 في نوتنغهام في إنجلترا، لاعب كرة قدم إنجليزي.
بدأ مسيرته الكروية مع نادي والسال في عام 1993، ولعب معهم حتى عام 2004، وشارك معهم في 403 مباريات، ومنذ عام 2004 وهو يلعب مع نادي وست هام يونايتد. انتقل إلى نادى توتنهام هوتسبر قي عام 2009.

## روابط خارجية
- جايمس والكر على موقع قاعدة بيانات كرة القدم.إي يو (الإنجليزية)
- جايمس والكر على موقع Soccerbase.com (لاعب) (الإنجليزية)
- جايمس والكر على موقع عالم كرة القدم.نت (الإنجليزية)